# 2015 في الولايات المتحدة
فيما يلي قوائم الأحداث التي وقعت خلال عام 2015 في الولايات المتحدة.

## أحداث
- 5 مارس – خطوط دلتا الجوية رحلة 1086
- 29 أكتوبر – خطوط ديناميك الجوية الرحلة 405
- 2 ديسمبر – هجوم سان برناردينو 2015
- 1 يناير – الشعب ضد تيرنر
- 8 سبتمبر – الخطوط الجوية البريطانية الرحلة 2276
- 26 أغسطس – مقتل أليسون باركر وآدم وارد
- 7 يوليو – حادثة التصادم الجوي في مونكس كورنر 2015
- 4 أبريل – قتل والتر سكوت
- 10 مارس – حادث سقوط مروحية قاعدة إغلين الجوية
- 17 يونيو – إطلاق النار في كنيسة تشارلستون
- 26 يوليو – مقتل زاكري هاموند

## سياسة

### تعيين في المنصب
- 1 يناير – تيم غريفين نائب حاكم أركنساس [الإنجليزية]‏.
- 1 يناير – دارين لحود عضو مجلس النواب الأمريكي.
- 3 يناير – إليز ستيفانيك عضو مجلس النواب الأمريكي.
- 3 يناير – مايك روندز عضو مجلس الشيوخ الأمريكي.
- 3 يناير – ميتش ماكونيل زعيم الأغلبية في مجلس الشبوخ الأمريكي.
- 5 يناير – دوغ دوساي حاكم ولاية أريزونا [الإنجليزية]‏.
- 8 يناير – تشارلي بيكر حاكم ماساتشوستس [الإنجليزية]‏.
- 13 يناير – إيسا هاتشينسون حاكم أركنساس [الإنجليزية]‏.
- 20 يناير – دان باتريك نائب حاكم تكساس [الإنجليزية]‏.
- 21 يناير – بويد رذرفورد نائب حاكم ماريلاند [الإنجليزية]‏.
- 21 يناير – لاري هوجان حاكم ماريلاند [الإنجليزية]‏.
- 17 فبراير – آشتون كارتر وزير الدفاع الأمريكي.
- 1 أبريل – جينيفر بساكي ادارة الاتصالات في البيت الأبيض.
- 27 أبريل – لوريتا لينش نائب عام الولايات المتحدة.
- 1 أكتوبر – جوزيف دانفورد رئيس هيئة الأركان المشتركة الأمريكية.
- 29 أكتوبر – بول رايان الناطق باسم مجلس النواب الأمريكي.

### انتهاء فترة المنصب
- 1 يناير – تيم غريفين عضو مجلس النواب الأمريكي.
- 1 يناير – جون م. ماكهيو وزير الجيش الأمريكي [الإنجليزية]‏.
- 1 يناير – دارين لحود عضو مجلس ولاية إلينوي.
- 1 يناير – راش دي هولت الابن عضو مجلس النواب الأمريكي.
- 3 يناير – جاري ميلر عضو مجلس النواب الأمريكي.
- 3 يناير – جاي روكفلر عضو مجلس الشيوخ الأمريكي.
- 3 يناير – كيري بنتيفوليو عضو مجلس النواب الأمريكي.
- 3 يناير – مارك بريور عضو مجلس الشيوخ الأمريكي.
- 3 يناير – مايك جوهانس عضو مجلس الشيوخ الأمريكي.
- 3 يناير – مايك ميشود عضو مجلس النواب الأمريكي.
- 3 يناير – مايكل غريم عضو مجلس النواب الأمريكي.
- 3 يناير – ميشيل باكمان عضو مجلس النواب الأمريكي.
- 3 يناير – نيك رحال عضو مجلس النواب الأمريكي.
- 5 يناير – جان بريور حاكم ولاية أريزونا [الإنجليزية]‏.
- 8 يناير – دايف هاينمان حاكم نبراسكا [الإنجليزية]‏.
- 8 يناير – ديفال باتريك حاكم ماساتشوستس [الإنجليزية]‏.
- 12 يناير – بات كوين حاكم إلينوي [الإنجليزية]‏.
- 13 يناير – مايك بيب حاكم أركنساس [الإنجليزية]‏.
- 20 يناير – ريك بيري حاكم ولاية تكساس.
- 21 يناير – مارتن أومالي حاكم ماريلاند [الإنجليزية]‏.
- 13 فبراير – جون بودستا مستشار رئيس الولايات المتحدة الأمريكية.
- 17 فبراير – تشاك هيغل وزير الدفاع الأمريكي.
- 27 أبريل – إريك هولدر نائب عام الولايات المتحدة.
- 17 يونيو – كلمنتا بنكني عضو مجلس ولاية كارولاينا الجنوبية.
- 30 يونيو – براد كارسون United States Under Secretary of the Army [الإنجليزية]‏.
- 18 سبتمبر – جوناثان ويليام جرينيت رئيس العمليات البحرية.
- 25 سبتمبر – مارتن ديمبسي رئيس هيئة الأركان المشتركة الأمريكية.
- 30 سبتمبر – جيمس بيلينغتون أمين مكتبة الكونغرس.
- 29 أكتوبر – جون بينر الناطق باسم مجلس النواب الأمريكي،عضو مجلس النواب الأمريكي.
- 8 ديسمبر – ستيف باشير حاكم كنتاكي [الإنجليزية]‏.

## رياضة
- 1 يناير – أمريكا المفتوحة 2015
- 1 يناير – بطولة إنديان ويلز للماسترز 2015
- 1 يناير – بطولة ميامي للماسترز 2015
- 1 يناير – طواف كاليفورنيا 2015 الفائزون جوليان ألافيليب، بيتر ساجان، سيرجيو هيناو.
- 20 أبريل – ماراثون بوسطن 2015
- 25 أكتوبر – جائزة الولايات المتحدة الكبرى 2015 الفائز لويس هاملتون.

## ظهور
- 1 يناير – دي إن سي إي
- 1 يناير – وايلد فاير فرقة روك أمريكية.

## أفلام
من الأفلام التي صدرت هذه السنة في الولايات المتحدة:
- 1 يناير – 6 سنوات من إخراج Hannah Fidell [الإنجليزية]‏.
- 1 يناير – أرض التحالف من إخراج Matthew Heineman [الإنجليزية]‏.
- 1 يناير – أرواح شريرة من إخراج جيل كنعان.
- 1 يناير – أشبي من إخراج توني مكنمارا.
- 1 يناير – أفضل خمسة من إخراج كريس روك.
- 1 يناير – أماكن مظلمة من إخراج جيل باكيه برينر.
- 1 يناير – أميريكان أولترا من إخراج Nima Nourizadeh [الإنجليزية]‏.
- 1 يناير – أنا مايكل من إخراج جاستن كيلي (مخرج).
- 1 يناير – أنا وإيرل والفتاة المحتضرة من إخراج ألفونسو جوميز-ريجون.
- 1 يناير – أهلا، اسمي دوريس من إخراج مايكل شوالتر.
- 1 يناير – ارتجاج في المخ من إخراج بيتر لاندسمان [الإنجليزية]‏.
- 1 يناير – الآباء والبنات من إخراج غابرييل موتشينو.
- 1 يناير – الأخوات السريعات من إخراج Amber Fares [الإنجليزية]‏.
- 1 يناير – الأعسر من إخراج أنطوان فوكوا.
- 1 يناير – الابن السابع من إخراج سيرجي بودروف.
- 1 يناير – الاسكافي من إخراج توماس مكارثي.
- 1 يناير – المينيون من إخراج Kyle Balda [الإنجليزية]‏، بيرى كوفين [الإنجليزية]‏.
- 1 يناير – الحياة من إخراج أنطون كربيجن.
- 1 يناير – الخروج من كومبتون من إخراج إف غاري غراي.
- 1 يناير – الدعوة من إخراج كارين كوساما.
- 1 يناير – الرجل المثالي من إخراج ديفيد إم. روزنتال.
- 1 يناير – الركض طيلة الليل من إخراج جومي كوليت سيرا.
- 1 يناير – الزيارة من إخراج إم. نايت شيامالان.
- 1 يناير – الساحرة من إخراج روبرت إغرز.
- 1 يناير – السر في أعينهم من إخراج بيلي راي.
- 1 يناير – السير في الغابة من إخراج كين كوابيس.
- 1 يناير – الصديقة السمينة القبيحة من إخراج أري ساندل [الإنجليزية]‏.
- 1 يناير – الضوء بين المحيطات من إخراج ديريك كيانفرانس.
- 1 يناير – الضواحي
- 1 يناير – الطفل 44 من إخراج دانيال إسبينوزا.
- 1 يناير – العميل 47 من إخراج Aleksander Bach [الإنجليزية]‏.
- 1 يناير – الفتاة الدانماركية من إخراج توم هوبر.
- 1 يناير – الفتيات الأخيرات من إخراج Todd Strauss-Schulson [الإنجليزية]‏.
- 1 يناير – القديس فينسنت من إخراج Theodore Melfi [الإنجليزية]‏.
- 1 يناير – القمة القرمزية من إخراج جييرمو ديل تورو.
- 1 يناير – المارينز 4: الهدف المؤثر من إخراج ويليام إي. كوفمان.
- 1 يناير – المبارزة من إخراج كيران دارسي سميث.
- 1 يناير – المجرم من إخراج ارييل فرومين.
- 1 يناير – النوم مع أشخاص آخرين من إخراج Leslye Headland [الإنجليزية]‏.
- 1 يناير – الهدية من إخراج جويل إجيرتون.
- 1 يناير – الوها من إخراج كاميرون كرو.
- 1 يناير – بالوعة المطبخ
- 1 يناير – بري من إخراج جين-مارك فالي.
- 1 يناير – بعيدا عن صخب الناس من إخراج توماس فنتربيرغ.
- 1 يناير – بلاك هات من إخراج مايكل مان.
- 1 يناير – بول بلارت: شرطي المجمع التجاري 2 من إخراج Andy Fickman [الإنجليزية]‏.
- 1 يناير – بيرنت من إخراج جون ويلز (كاتب).
- 1 يناير – تأثير لازاروس من إخراج ديفيد غيلب.
- 1 يناير – تجربة سجن ستانفورد من إخراج كايل باتريك ألفاريز.
- 1 يناير – ترامبو من إخراج جاي روتش.
- 1 يناير – جوي من إخراج ديفيد أو. راسل.
- 1 يناير – حب بالصدفة من إخراج ديفيد أو. راسل.
- 1 يناير – حب ورحمة من إخراج Bill Pohlad [الإنجليزية]‏.
- 1 يناير – حزمة ولف من إخراج Crystal Moselle [الإنجليزية]‏.
- 1 يناير – حفر للنار من إخراج Joe Swanberg [الإنجليزية]‏.
- 1 يناير – دافع
- 1 يناير – داني كولينز من إخراج Dan Fogelman [الإنجليزية]‏.
- 1 يناير – دفع شبح من إخراج أولي إدل.
- 1 يناير – ذا إسكورت
- 1 يناير – ذا بوي نيكست دور من إخراج روب كوهين.
- 1 يناير – ذا دي تراين من إخراج جاراد بول.
- 1 يناير – ذا لوفت من إخراج Erik Van Looy [الإنجليزية]‏.
- 1 يناير – ريكي والوميض من إخراج جوناثان ديم.
- 1 يناير – زيبر
- 1 يناير – ستيف جوبز من إخراج داني بويل.
- 1 يناير – سرقة من إخراج Scott Mann (filmmaker) [الإنجليزية]‏.
- 1 يناير – سم كايند أوف بيوتفل من إخراج توم هيو.
- 1 يناير – سمعتنا في أزمة من إخراج ديفيد غوردون غرين.
- 1 يناير – سيارة شرطة من إخراج جون واتس.
- 1 يناير – صائد الثعالب من إخراج بينيت ميلر.
- 1 يناير – صرخة الرعب من إخراج روب ليترمان [الإنجليزية]‏.
- 1 يناير – صفقة غير منتهية من إخراج كين سكوت.
- 1 يناير – طبقة الصوت المثالية 2 من إخراج إليزابيث بانكس.
- 1 يناير – عائلة فانج من إخراج جيسون بيتمان.
- 1 يناير – عداء من إخراج Austin Stark [الإنجليزية]‏.
- 1 يناير – عداء المتاهة: تجارب السكورش من إخراج ويس بال.
- 1 يناير – عشيقة أمريكا من إخراج نواه باومباخ.
- 1 يناير – عيون كبيرة من إخراج تيم برتون.
- 1 يناير – عيون محدقة من إخراج Kevin Kölsch ‏، .
- 1 يناير – غدار: الفصل الثالث من إخراج لاي وانيل.
- 1 يناير – غرفة الحرب من إخراج أليكس كندريك.
- 1 يناير – غير ودود من إخراج ليفان جابريادزي.
- 1 يناير – فقدت في الشمس
- 1 يناير – فلنصبح رجال شرطة من إخراج لوك غرينفيلد.
- 1 يناير – فنتاستك فور من إخراج Josh Trank [الإنجليزية]‏.
- 1 يناير – فندق بست إكزوتك ماريجولد الثاني من إخراج جون مادن.
- 1 يناير – في قلب البحر من إخراج رون هاوارد.
- 1 يناير – فيلم سبونج بوب سكوير بانتس: الإسفنج خارج المياه من إخراج بول تبيت.
- 1 يناير – قاتل بالكاد من إخراج كايل نيومان.
- 1 يناير – قرون من إخراج ألكسندر أجا.
- 1 يناير – كارثة من إخراج جاد أباتاو.
- 1 يناير – كارول من إخراج تود هينز.
- 1 يناير – كسر نقطة من إخراج إيركسون كور.
- 1 يناير – كعكة من إخراج Daniel Barnz [الإنجليزية]‏.
- 1 يناير – كيرت كوبين: مونتاج أوف هيك من إخراج Brett Morgen [الإنجليزية]‏.
- 1 يناير – ماي أول أميريكان من إخراج Angelo Pizzo [الإنجليزية]‏.
- 1 يناير – محتجز من إخراج Jerry Jameson [الإنجليزية]‏.
- 1 يناير – مختبر من إخراج مايكل ألميرادا.
- 1 يناير – مدام بوفاري من إخراج Sophie Barthes [الإنجليزية]‏.
- 1 يناير – مستر هولمز من إخراج بيل كوندون.
- 1 يناير – مشروع سجل الأيام من إخراج Dean Israelite [الإنجليزية]‏.
- 1 يناير – مصطلح الحياة من إخراج بيتر بيلينغسلي.
- 1 يناير – مع حبي من إخراج Christian Ditter [الإنجليزية]‏.
- 1 يناير – ملكة الصحراء من إخراج فرنر هرتزوغ.
- 1 يناير – موردكاي من إخراج ديفيد كوب.
- 1 يناير – نحن أصدقاؤك من إخراج Max Joseph [الإنجليزية]‏.
- 1 يناير – نظائر من إخراج دريك دوريموس.
- 1 يناير – نقار الخشب الروسي
- 1 يناير – نهاية الرحلة من إخراج James Ponsoldt [الإنجليزية]‏.
- 1 يناير – نوك نوك من إخراج إيلي روث.
- 1 يناير – هاتف خلوي من إخراج كيب وليامز.
- 1 يناير – هي مضحكة بتلك الطريقة من إخراج بيتر بوغدانوفيتش.
- 1 يناير – وحوش بلا وطن من إخراج كاري فوكوناجا.
- 1 يناير – ويبلاش من إخراج داميان تشازل.
- 1 يناير – ويجا من إخراج Stiles White [الإنجليزية]‏.
- 19 يناير – فتاة تذهب للمنزل وحيدة في الليل من إخراج آنا لیلی امیربور [الإنجليزية]‏.
- 24 يناير – الغرب البطئ من إخراج John Maclean (film director) [الإنجليزية]‏.
- 30 يناير – الجدة من إخراج Paul Weitz (filmmaker) [الإنجليزية]‏.
- 4 فبراير – صعود جوبيتر من إخراج ليلي وتشاوسكي [الإنجليزية]‏، لانا وتشاوسكي [الإنجليزية]‏.
- 8 فبراير – فارس الكؤوس من إخراج تيرينس ماليك.
- 20 فبراير – آلة الزمن الساخنة 2 من إخراج ستيف بينك.
- 20 فبراير – مكفارلاند - أميركا من إخراج نيكي كارو.
- 26 فبراير – التركيز من إخراج جون ريكوا [الإنجليزية]‏، جلين فيكارا.
- 5 مارس – شاباي من إخراج نيل بلومكامب.
- 7 مارس – الطاهي من إخراج جون فافرو.
- 11 مارس – سلسلة مختلفة: متمردة من إخراج روبرت شوينتكي.
- 12 مارس – سندريلا من إخراج كينيث براناه.
- 26 مارس – الغضب 7 من إخراج جيمس وان.
- 27 مارس – كن صلبا من إخراج إيتان كوهين.
- 11 أبريل – آخر يوم من الحرية من إخراج Dee Hibbert-Jones [الإنجليزية]‏.
- 17 أبريل – مملكة القرد من إخراج Mark Linfield [الإنجليزية]‏، ألاستيير فوثرغل.
- 22 أبريل – المنتقمون: عصر ألترون من إخراج جوس ويدن.
- 23 أبريل – عصر أدالين من إخراج Lee Toland Krieger [الإنجليزية]‏.
- 24 أبريل – روك ذا كاسباه من إخراج باري ليفنسون.
- 13 مايو – ماد ماكس: فيوري رود من إخراج جورج ميلر.
- 17 مايو – هو يتبع من إخراج ديفيد روبرت ميتشيل.
- 21 مايو – أرض الغد من إخراج براد بيرد.
- 21 مايو – جاسوس من إخراج بول فيغ.
- 21 مايو – سرفايفر من إخراج James McTeigue [الإنجليزية]‏.
- 28 مايو – سان أندرياس من إخراج براد بايتون.
- 29 مايو – عالم جوراسي من إخراج كولين تريفورو.
- 25 يونيو – تيد 2 من إخراج سيث ماكفارلن.
- 25 يونيو – تيرميناتور جنسايس من إخراج آلان تايلور.
- 17 يوليو – الرجل النملة من إخراج بيتن ريد.
- 23 يوليو – مهمة مستحيلة: أمة منشقة من إخراج كريستوفر ماك كويري.
- 24 يوليو – بلدات ورقية من إخراج جايك شراير.
- 25 يوليو – بيكسلز من إخراج كريس كولومبوس.
- 29 يوليو – عطلة من إخراج جون فرانسيس دالي، Jonathan Goldstein (filmmaker) [الإنجليزية]‏.
- 2 أغسطس – الرجل من يو.إن.سي.إل.إي. من إخراج غاي ريتشي.
- 3 أغسطس – سلاحف النينجا من إخراج Jonathan Liebesman [الإنجليزية]‏.
- 14 أغسطس – عقول مدبرة من إخراج Jared Hess [الإنجليزية]‏.
- 20 أغسطس – الضحية 2 من إخراج سياران فوي.
- 21 أغسطس – تشاو، ما وراء الخطوط من إخراج كورتني مارش.
- 26 أغسطس – لا مفر من إخراج John Erick Dowdle [الإنجليزية]‏.
- 27 أغسطس – الرجل الطائر من إخراج أليخاندرو غونزاليز إيناريتو.
- 29 أغسطس – لعبة التزييف من إخراج مورتين تيلدوم.
- 1 سبتمبر – مبادئ الشرف
- 8 سبتمبر – ما تزال أليس من إخراج واش ويستمورلاند، ريتشارد جلاتزر.
- 9 سبتمبر – تعلم السياقة من إخراج إيزابيل كويسيت.
- 10 سبتمبر – ديموليشن من إخراج جين-مارك فالي.
- 17 سبتمبر – ايفرست من إخراج بالتاسار كورماكور.
- 18 سبتمبر – 3 أجيال من إخراج جابى ديلال [الإنجليزية]‏.
- 18 سبتمبر – القداس الأسود من إخراج سكوت كوبر.
- 18 سبتمبر – سكاريو من إخراج دينيس فيلنوف.
- 24 سبتمبر – المتدرب من إخراج نانسي مايرز.
- 30 سبتمبر – السير من إخراج روبرت زيميكس.
- 1 أكتوبر – المريخي من إخراج ريدلي سكوت.
- 4 أكتوبر – خطيئة متأصلة من إخراج بول توماس أندرسون.
- 8 أكتوبر – بان من إخراج جو رايت.
- 9 أكتوبر – اقتل الرسول من إخراج مايكل كويستا.
- 10 أكتوبر – ألكسندر واليوم الرهيب، الفظيع، غير الجيد، السيء جدا من إخراج ميغيل أرتيتا.
- 10 أكتوبر – المواطن الرابع من إخراج لورا بويتراس.
- 15 أكتوبر – غضب من إخراج ديفيد آير.
- 16 أكتوبر – جسر الجواسيس من إخراج ستيفن سبيلبرغ.
- 16 أكتوبر – غرفة من إخراج ليني أبراهامسون.
- 21 أكتوبر – صائد الساحرات الأخير من إخراج بريك إيزنر.
- 22 أكتوبر – سماني ملالا من إخراج ديفيس غوغنهايم.
- 24 أكتوبر – جون ويك من إخراج ديفيد ليتش.
- 26 أكتوبر – طيف من إخراج سام ميندز.
- 30 أكتوبر – دليل الكشافة إلى زومبي نهاية العالم من إخراج كريستوفر لاندون.
- 5 نوفمبر – بجوار البحر من إخراج أنجلينا جولي.
- 6 نوفمبر – سبوت لايت من إخراج توماس مكارثي.
- 13 نوفمبر – حب عائلة كوبر من إخراج جيسي نيلسون (كاتبة).
- 18 نوفمبر – مباريات الجوع: الطائر المقلد - الجزء الثاني من إخراج فرانسيس لورانس.
- 25 نوفمبر – كريد من إخراج رايان كوغلر.
- 1 ديسمبر – الحاقدون الثمانية من إخراج كوينتن تارانتينو.
- 3 ديسمبر – كرامبس من إخراج مايكل دورتي.
- 7 ديسمبر – آني من إخراج ويل جلوك.
- 9 ديسمبر – منزل أبي من إخراج شون أندرس.
- 11 ديسمبر – السخفاء الستة من إخراج فرانك كوراسي.
- 11 ديسمبر – ذا بيج شورت من إخراج آدم مكاي.
- 16 ديسمبر – حرب النجوم: القوة تنهض من إخراج جاي جاي أبرامز.
- 18 ديسمبر – الأخوات من إخراج جايسون مور (مخرج).
- 24 ديسمبر – المقابلة من إخراج سيث روغن، إيفان غولدبيرغ.
- 25 ديسمبر – العائد من إخراج أليخاندرو غونزاليز إيناريتو.
- 25 ديسمبر – سيلما من إخراج إيفا ديفورني.
- 25 ديسمبر – غير مكسور من إخراج أنجلينا جولي.
- 25 ديسمبر – في الغابة من إخراج روب مارشال.
- 25 ديسمبر – قناص أمريكي من إخراج كلينت إيستوود.

## برامج ومسلسلات وأنمي
- ألتيميت سبايدرمان
- غرافيتي فولز
- فارس وفادي

## موسيقى

### ألبومات
من الألبومات التي صدرت هذه السنة في الولايات المتحدة:
- 30 أغسطس – مايلي سايروس و حيواناتها الأليفة الميتة من غناء مايلي سايرس.

## كتب
من الكتب التي صدرت هذه السنة في الولايات المتحدة:
- 1 يناير – إيلون ماسك: تيسلا موتورز، سبيس إكس، البحث عن مستقبل رائع من تأليف أشلي فانس.
- 6 أبريل – كيف تستنسخ ماموث من تأليف بيث شابيرو.
- 10 نوفمبر – وينتر من تأليف ماريسا ميير.

## وفيات

### يناير
- 1 يناير – دونا دوغلاس (مواليد 1933) ممثلة أمريكية.
- 1 يناير – ماريو كومو (مواليد 1932) سياسي أمريكي.
- 3 يناير – إدوارد بروك (مواليد 1919) سياسي أمريكي.
- 4 يناير – جاك بار (مواليد 1936) لاعب كرة سلة أمريكي.
- 9 يناير – روي تاربلي (مواليد 1964) لاعب كرة سلة أمريكي.
- 9 يناير – ويتني ريد (مواليد 1932) لاعب كرة مضرب أمريكي.
- 16 يناير – راي لومب (مواليد 1923) لاعب كرة سلة من الولايات المتحدة الأمريكية.
- 19 يناير – آدم يحيى غدن (مواليد 1978) مجرم من الولايات المتحدة الأمريكية.
- 24 يناير – فلويد دن (مواليد 1924) مهندس من الولايات المتحدة الأمريكية.
- 27 يناير – تشارلز تاونز (مواليد 1915)
- 31 يناير – ليزابيث سكوت (مواليد 1922)

### فبراير
- 1 فبراير – رون جونسون (مواليد 1938) لاعب كرة سلة أمريكي.
- 4 فبراير – ويس كولي (مواليد 1932) سياسي أمريكي.
- 5 فبراير – فال فيتش (مواليد 1923) فيزيائي أمريكي.
- 6 فبراير – كايلا مولر (مواليد 1988) ناشطة حقوق إنسان من الولايات المتحدة الأمريكية.
- 7 فبراير – جون سي وايتهيد (مواليد 1922) سياسي أمريكي.
- 7 فبراير – دين سميث (مواليد 1931)
- 10 فبراير – دانيال براند (مواليد 1935) مصارع هاوي من الولايات المتحدة الأمريكية.
- 16 فبراير – ليزلي غور (مواليد 1946)
- 18 فبراير – جيروم كرسي (مواليد 1962) لاعب كرة سلة أمريكي.
- 19 فبراير – هارولد جونسون (مواليد 1928) ملاكم من الولايات المتحدة الأمريكية.
- 26 فبراير – أوسكار دياز (مواليد 1982) ملاكم من الولايات المتحدة الأمريكية.
- 26 فبراير – إيرل لويد (مواليد 1928)
- 27 فبراير – ريتشارد باكاليان (مواليد 1931) ممثل أمريكي.
- 27 فبراير – ليونارد نيموي (مواليد 1931)
- 28 فبراير – أنتوني ماسون (مواليد 1966) لاعب كرة سلة أمريكي.

### مارس
- 5 مارس – راي توملينسون (مواليد 1941) مبرمج أمريكي.
- 8 مارس – سام سيمون (مواليد 1955)
- 12 مارس – مايكل غرافيس (مواليد 1934)
- 13 مارس – إروين هاسن (مواليد 1918) رسام كارتون من الولايات المتحدة الأمريكية.
- 15 مارس – سالي فورست (مواليد 1928)
- 16 مارس – آرثر أدير هارتمان (مواليد 1926) دبلوماسي أمريكي.
- 16 مارس – جاك هالي (مواليد 1964) لاعب كرة سلة أمريكي.
- 17 مارس – مارغريت هاربرت (مواليد 1924)
- 27 مارس – هوت رود هندلي (مواليد 1934)

### أبريل
- 5 أبريل – ريتشارد ديسارت (مواليد 1929)
- 6 أبريل – جيرترود ويفر (مواليد 1898)
- 6 أبريل – جيمس بيست (مواليد 1926)
- 7 أبريل – جيفري لويس (مواليد 1935) ممثل أمريكي.
- 11 أبريل – تشارلي بيسلي (مواليد 1945) لاعب كرة سلة أمريكي.
- 13 أبريل – جيرالد كالابريس (مواليد 1925) لاعب كرة سلة أمريكي.
- 14 أبريل – بيرسي سليدج (مواليد 1941) مغني أمريكي.
- 17 أبريل – فرنسيس جورج (مواليد 1937)
- 19 أبريل – ساندرا ماكي (مواليد 1937) كاتبة من الولايات المتحدة الأمريكية.
- 25 أبريل – مايك فيليبس (مواليد 1956) لاعب كرة سلة من الولايات المتحدة الأمريكية.
- 27 أبريل – جين فولمير (مواليد 1931) ملاكم من الولايات المتحدة الأمريكية.
- 27 أبريل – فيرن جانيه (مواليد 1926)
- 29 أبريل – جون جي هيبورن، أيداهو الثاني (مواليد 1948)
- 30 أبريل – بن إي كينغ (مواليد 1938)

### مايو
- 1 مايو – ديف غولدبرغ (مواليد 1967) رجل أعمال أمريكي.
- 12 مايو – توني أيالا جونيور (مواليد 1963) ملاكم من الولايات المتحدة الأمريكية.
- 14 مايو – بي بي كينغ (مواليد 1925)
- 15 مايو – بوب هوبكنز (مواليد 1934)
- 16 مايو – جون تمبلتون جونيور (مواليد 1940) طبيب من الولايات المتحدة الأمريكية.
- 17 مايو – شينكس (مواليد 1983) رابر من الولايات المتحدة الأمريكية.
- 19 مايو – ديل ديهافن مايرز (مواليد 1922)
- 23 مايو – جون فوربس ناش (مواليد 1928)
- 23 مايو – جون كارتر (مواليد 1927)
- 25 مايو – ماري إلين مارك (مواليد 1940) مصورة أمريكية.
- 26 مايو – روبرت كرافت (مواليد 1927) عالم فلك أمريكي.
- 27 مايو – مايكل مارتن (مواليد 1932) فيلسوف أمريكي.
- 29 مايو – بيتسي بالمر (مواليد 1926)
- 29 مايو – دوريس هارت (مواليد 1925) لاعبة كرة مضرب أمريكية.
- 30 مايو – بو بايدن (مواليد 1969) سياسي أمريكي.

### يونيو
- 2 يونيو – إروين روز (مواليد 1926)
- 3 يونيو – بيبو فرانسيس (مواليد 1932) لاعب كرة سلة أمريكي.
- 6 يونيو – آرثي آغاروال (مواليد 1977) ممثلة هندية.
- 11 يونيو – داستي رودز (مواليد 1945)
- 14 يونيو – بوب بيدل (مواليد 1944) لاعب كرة سلة أمريكي.
- 17 يونيو – كلمنتا بنكني (مواليد 1973) سياسي أمريكي.
- 22 يونيو – جيمس هورنر (مواليد 1953)
- 23 يونيو – توم ستاغ (مواليد 1923) قاضي أمريكي.
- 23 يونيو – ديك فان باتن (مواليد 1928) ممثل أمريكي.
- 24 يونيو – مارفا كولينز (مواليد 1936) معلمة من الولايات المتحدة الأمريكية.
- 29 يونيو – جاكسون فرومان (مواليد 1981) لاعب كرة سلة من الولايات المتحدة الأمريكية.

### يوليو
- 8 يوليو – إروين كييس (مواليد 1952)
- 17 يوليو – جون هوارد جيبونز (مواليد 1929) فيزيائي أمريكي.
- 18 يوليو – أليكس روكو (مواليد 1936)
- 18 يوليو – جورج كو (مواليد 1929) ممثل أمريكي.
- 20 يوليو – جورج بون سال (مواليد 1935) لاعب كرة سلة أمريكي.
- 21 يوليو – إي إل دوكتورو (مواليد 1931)
- 26 يوليو – بوبي كريستينا براون (مواليد 1993)
- 27 يوليو – بوب كوفمان (مواليد 1946)
- 30 يوليو – لين أندرسون (مواليد 1947)
- 31 يوليو – هوارد جونز (مواليد 1910) طبيب أمريكي.

### أغسطس
- 2 أغسطس – فورست بيرد (مواليد 1921) مهندس أمريكي.
- 4 أغسطس – جون رودومتكين (مواليد 1940) لاعب كرة سلة أمريكي.
- 7 أغسطس – تيرنس إيفانز (مواليد 1944) ممثل أمريكي.
- 9 أغسطس – جون هنري هولاند (مواليد 1929)
- 10 أغسطس – كليو هيل (مواليد 1938) لاعب كرة سلة أمريكي.
- 16 أغسطس – سيلفيا هيتشكوك (مواليد 1946) عارضة أزياء أمريكية.
- 17 أغسطس – إيفون كريغ (مواليد 1937)
- 22 أغسطس – لو تسيوروبولوس (مواليد 1930) لاعب كرة سلة أمريكي.
- 24 أغسطس – بيبو نوردمان (مواليد 1939)
- 27 أغسطس – داريل دوكنز (مواليد 1957)
- 28 أغسطس – كايل جين بابتيست (مواليد 1993) ممثل أمريكي.
- 29 أغسطس – واين داير (مواليد 1940) كاتب أمريكي.
- 30 أغسطس – ويس كرافن (مواليد 1939)

### سبتمبر
- 1 سبتمبر – دين جونز (مواليد 1931)
- 5 سبتمبر – باتريشيا كانينغ تود (مواليد 1922) لاعبة كرة مضرب من الولايات المتحدة.
- 5 سبتمبر – بيتر د هانافورد (مواليد 1932)
- 11 سبتمبر – روي ماربل (مواليد 1966) لاعب كرة سلة أمريكي.
- 13 سبتمبر – موسى مالون (مواليد 1955) لاعب كرة سلة أمريكي.
- 14 سبتمبر – فريد ديلوكا (مواليد 1947)
- 21 سبتمبر – ليون جذر (مواليد 1929) جراح من الولايات المتحدة الأمريكية.
- 22 سبتمبر – ريتشارد ديكسون كوداهي (مواليد 1926) سياسي أمريكي.
- 25 سبتمبر – بيل بريدجز (مواليد 1939) لاعب كرة سلة أمريكي.
- 26 سبتمبر – يوجين كمنز (مواليد 1932) فيزيائي أمريكي.

### أكتوبر
- 4 أكتوبر – نيل والك (مواليد 1948) لاعب كرة سلة من الولايات المتحدة الأمريكية.
- 7 أكتوبر – هاري غالاتين (مواليد 1927)
- 9 أكتوبر – ديف مايرز (مواليد 1953) لاعب كرة سلة أمريكي.
- 10 أكتوبر – ريتشارد هيك (مواليد 1931) كيميائي أمريكي.
- 12 أكتوبر – جوان ليزلي (مواليد 1925) ممثلة أمريكية.
- 15 أكتوبر – نيت هوفمان (مواليد 1975) لاعب كرة سلة أمريكي.
- 18 أكتوبر – تومي أوكيف (مواليد 1926)
- 21 أكتوبر – مارتي انجلز (مواليد 1936) ممثل أمريكي.
- 22 أكتوبر – مارك ميرفي (مواليد 1932) مغني أمريكي.
- 25 أكتوبر – فليب سوندرز (مواليد 1955)
- 26 أكتوبر – ليو كادانوف (مواليد 1937) فيزيائي أمريكي.
- 29 أكتوبر – لوثر بوردن (مواليد 1953) لاعب كرة سلة أمريكي.
- 30 أكتوبر – المولينارو (مواليد 1919) ممثل أمريكي.
- 30 أكتوبر – ميل دانيلز (مواليد 1944)

### نوفمبر
- 10 نوفمبر – جين أمدال (مواليد 1922) فيزيائي أمريكي.
- 10 نوفمبر – ديفيد اتلس (مواليد 1924)
- 10 نوفمبر – مايكل رايت (مواليد 1980) لاعب كرة سلة من الولايات المتحدة الأمريكية.
- 16 نوفمبر – ديفيد كناري (مواليد 1938) ممثل أمريكي.
- 19 نوفمبر – مال ويتفيلد (مواليد 1924)
- 21 نوفمبر – بوب فوستر (مواليد 1938) ملاكم من الولايات المتحدة الأمريكية.
- 22 نوفمبر – فريد تومبسون (مواليد 1942) سياسي أمريكي.
- 23 نوفمبر – دوغلاس نورث (مواليد 1920)

### ديسمبر
- 1 ديسمبر – جوزيف إنغيلبيرغر (مواليد 1925)
- 1 ديسمبر – جون فرانسيس كورتسيكه (مواليد 1926)
- 1 ديسمبر – جيم لسكتف (مواليد 1930) لاعب كرة سلة أمريكي.
- 2 ديسمبر – ساندي بيرغر (مواليد 1945)
- 3 ديسمبر – سكوت وايلاند (مواليد 1967) موسيقي أمريكي.
- 4 ديسمبر – روبرت لوجيا (مواليد 1930) ممثل أمريكي.
- 6 ديسمبر – هولي وودلون (مواليد 1946)
- 7 ديسمبر – مارتن إي بروكس (مواليد 1925) ممثل أمريكي.
- 10 ديسمبر – دولف شيس (مواليد 1928)
- 19 ديسمبر – دوغلاس ديك (مواليد 1920)
- 20 ديسمبر – أنجيلا ماك إيوان (مواليد 1934) ممثلة أمريكية.
- 23 ديسمبر – ألفريد جيلمان (مواليد 1941)
- 27 ديسمبر – ألسويرث كيلي (مواليد 1923)
- 27 ديسمبر – ميدولارك ليمون (مواليد 1932) لاعب كرة سلة أمريكي.
- 27 ديسمبر – هاسكل ويكسلر (مواليد 1922)
- 30 ديسمبر – هوارد ديفيس جونيور (مواليد 1956) ملاكم من الولايات المتحدة الأمريكية.
- 31 ديسمبر – ناتالي كول (مواليد 1950)
- 31 ديسمبر – واين روجرز (مواليد 1933) ممثل أمريكي.